# グイド・レオーニ
グイド・レオーニ（Guido Leoni 、1915年7月14日 - 1951年5月6日）はイタリアのオートバイレーサーである。
モンディアルのファクトリーライダーとして出場した1951年のスペインGP125ccクラスに優勝したが、その1ヶ月後にフェラーラで開催されたイタリア選手権のレースに出場し、そこで多重クラッシュに巻き込まれて死亡した。死後に1951年125ccクラスのシーズンランキング5位を獲得している。
同じ年の生まれでやはり同じ年のアルスターGPで死亡したジャンニ・レオーニとは、混同されがちであるが無関係である。

## ロードレース世界選手権での戦績
1949年のポイントシステム
| 順位     | 1  | 2 | 3 | 4 | 5 | ファステストラップ |
| ポイント | 10 | 8 | 7 | 6 | 5 | 1                  |

1950年から1968年までのポイントシステム
| 順位     | 1 | 2 | 3 | 4 | 5 | 6 |
| ポイント | 8 | 6 | 4 | 3 | 2 | 1 |

- 凡例
- ボールド体のレースはポールポジション、イタリック体のレースはファステストラップを記録。

| 年   | クラス | チーム       | 1     | 2     | 3     | 4     | 5     | 6     | ポイント | 順位 | 勝利数 |
| ---- | ------ | ------------ | ----- | ----- | ----- | ----- | ----- | ----- | -------- | ---- | ------ |
| 1949 | 500cc  | モンディアル | IOM - | SUI 6 | NED - | BEL 6 | ULS - | ITA - | 0        | -    | 0      |
| 1951 | 125cc  | モンディアル | SPA 1 | IOM - | NED - | ULS - | ITA - |       | 8        | 5位  | 1      |